# ArenaNet
ArenaNet è una casa statunitense sviluppatrice di videogiochi e parte della coreana NCsoft Corporation. È stata fondata nel 2000 da Mike O'Brien, Patrick Wyatt e Jeff Strain ed ha sede a Bellevue, nello stato di Washington. Sono gli sviluppatori della serie MMORPG Guild Wars.